# La Unidad
Convergencia Democrática por la Unidad o simplemente La Unidad fue una coalición de movimientos políticos de Ecuador, en el cual participaron distintos partidos políticos que se perfilan como movimientos de oposición al gobierno central presidido por Rafael Correa y su partido Alianza PAÍS. Entre estos se destacaron el Partido Social Cristiano, Movimiento SUMA, Partido Avanza, Movimiento Juntos Podemos y el Movimiento Concertación.
La propuesta de una convergencia de partidos políticos sin distinción de ideologías, surgió en febrero de 2015, donde Paúl Carrasco, Jaime Nebot y Mauricio Rodas, líderes de los partidos políticos pertenecientes a la coalición, anunciaron la propuesta e invitaron a otras fuerzas políticas a sumarse a La Unidad. Desde entonces, varios partidos y actores políticos se adhirieron a la misma, tales como Avanza, Movimiento Concertación y el prefecto de Morona Santiago, Marcelino Chumpi. La coalición fue disuelta el 31 de octubre de 2016 ante la salida del Movimiento SUMA, el Partido Avanza y el Movimiento Juntos Podemos junto a sus líderes Mauricio Rodas, Ramiro González Jaramillo y Paúl Carrasco.

## Conceptos generales

### Objetivos
Los objetivos de la agrupación fueron alcanzar el mayor número de curules en el Poder Legislativo de Ecuador en las elecciones legislativas de 2017, que es dirigido por la Asamblea Nacional, además de generar propuestas para afrontar la situación económica del país.
Su propuesta principal se definió en tres postulados:
- Recuperar la democracia.
- Recuperar la economía.
- Recuperar los derechos y libertades.

De concretarse una mayoría en el órgano legislativo, como propuesta de la agrupación estuvo el derogar las enmiendas realizadas a la constitución de Ecuador de 2008.

### Plan de acción
El plan de acción para los asambleístas electos por los partidos políticos pertenecientes a La Unidad está establecido para ser ejecutado bajo la convergencia de objetivos y unidad de acción con el fin de recuperar la democracia para Ecuador.

### Definición de candidatos presidenciales
Al ser una coalición de distintos grupos políticos con fuerza electoral a lo largo de todo el Ecuador, su mecanismo de definición de la candidatura única presidencial fue por consenso general.

### Integrantes
- Partido Social Cristiano (Nacional)
- Movimiento Concertación (Nacional)
- Movimiento Cívico Madera de Guerrero (Guayas)
- Movimiento Tiempo de Cambio (Tungurahua)
- Movimiento Social Conservador del Carchi (Carchi)
- Movimiento Vamos (Bolívar)

#### Integrantes Retirados
- Movimiento Sociedad Unida Más Acción, SUMA
- Participa, Democracia Radical (Azuay)
- Movimiento Juntos Podemos
- Partido Avanza

## Historia

### Conformación
La Unidad se estableció el 23 de febrero de 2015, tras la primera reunión pública de los alcaldes de Guayaquil y Quito, Jaime Nebot y Mauricio Rodas respectivamente, y el prefecto del Azuay Paúl Carrasco. La cita se dio en Cuenca, por motivo del informe de labores del primer año de Paúl Carrasco como prefecto. Estas reuniones se realizaron cada quince días para analizar la situación del país, que atravesaba un proceso de manifestaciones populares.

### Ruptura y final disolución
El Movimiento SUMA, que en un principio formó parte del acuerdo de la Unidad, se alejó de la coalición en agosto sin separarse oficialmente de esta, no asistiendo a la convención de la agrupación para la elección del candidato presidencial y la lista de asambleístas, al igual que el Movimiento Juntos Podemos del prefecto Paúl Carrasco, siendo el motivo principal de esto la selección de Cynthia Viteri como candidata presidencial de la coalición por elección del Partido Social Cristiano, decisión que no fue consultada a los demás partidos de la coalición. Finalmente terminó por separarse de esta agrupación el 7 de octubre de 2016 tras la declaración pública de su director, Guillermo Celi. El Movimiento Juntos Podemos oficializó su separación de la unidad el 21 de octubre. Tanto SUMA como Juntos Podemos posteriormente apoyaron la candidatura de Guillermo Lasso. El 30 de octubre el Partido Avanza se retiró de la coalición y presentó candidatos propios a la Asamblea Nacional. El 31 de octubre de 2016, la candidata presidencial Cynthia Viteri anunció la disolución de la coalición.

### Candidaturas
El Partido Social Cristiano anunció en julio de 2016 que el partido eligió a la asambleísta Cynthia Viteri como su precandidata presidencial y que ponían su nombre a consideración de la coalición. En el mes de agosto, el prefecto Paúl Carrasco, representante del Movimiento Juntos Podemos, recibió pedidos por parte de organizaciones sociales para que presente su precandidatura presidencial a consideración de La Unidad. El 31 de agosto, el último día de plazo puesto por la coalición para presentar candidaturas, el Movimiento Juntos Podemos confirmó a Carrasco como precandidato dentro de La Unidad.
Los resultados de la elección del candidato presidencial fueron los siguientes:
| Lista | Logo | Partido / Movimiento      | Precandidato a Presidente | Resultados                            |
| ----- | ---- | ------------------------- | ------------------------- | ------------------------------------- |
| 6     |      | Partido Social Cristiano  | Cynthia Viteri            | Designada como candidata presidencial |
| -     | -    | Movimiento Juntos Podemos | Paúl Carrasco             | No fue designado por su coalición     |

## Figuras políticas
Las principales figuras políticas de La Unidad fueron Jaime Nebot, alcalde de Guayaquil; Ramiro González Jaramillo de Avanza, César Montúfar de Movimiento Concertación y Marcelino Chumpi. Inicialmente se incluían al alcalde de Quito Mauricio Rodas y al prefecto de Azuay Paúl Carrasco.
El primero de agosto, el exasambleísta César Montúfar y su Movimiento Concertación se unieron a la coalición sin presentar candidatos propios.  En julio se iniciaron conversaciones con el exvicepresidente Alberto Dahik, con el expresidente Lucio Gutiérrez y el Partido Sociedad Patriótica, con el exfiscal Washington Pesántez y su movimiento Unión Ecuatoriana para tentativamente integrarse a la coalición, siendo rechazada la propuesta por los dos últimos.